# 竹生沙由里
竹生 沙由里（ちくぶ さゆり、2月12日 - ）とは元宝塚歌劇団花組主演娘役の人物である。滋賀県大津市出身。滋賀大学附属中学校出身。宝塚歌劇団時代の公称身長は160cm。宝塚歌劇団時代の愛称はこのみちゃん。

## 来歴・人物
1962年、宝塚音楽学校に入学。
1964年、50期生として宝塚歌劇団に入団。雪組公演『花のふるさと物語』で初舞台を踏む。宝塚入団時の成績は58人中3位。同期には、女優の鳳蘭（元星組主演男役）、同じく女優の汀夏子（元雪組主演男役）、朝みち子（1986年 - 1990年に月組組長）、元政治家でタレントの但馬久美（1983年 - 1986年に花組組長）、タレントの大原ますみ（元雪組・星組主演娘役）らがいる。
1965年3月20日、月組に配属され、1969年花組異動となる。
異動後間もなく花組主演娘役として活動した。
1972年11月27日付で宝塚歌劇団を退団。最終出演公演の演目は花組公演『炎の天草灘／ポップ・ニュース』。（東京公演では『浜千鳥／ポップ・ニュース』）

## 宝塚歌劇団時代の主な舞台
- 『ウエストサイド物語』（月・雪組）（1968年8月1日 - 9月1日、宝塚大劇場）
- 『テ・キエロ』（花組）（1969年4月26日 - 5月29日、宝塚大劇場）
- 『永遠のカトレア』（花組）（1970年2月6日 - 3月12日、宝塚大劇場）
- 『炎』『ドリーム・ア・ドリーム-夢に歌うピエール-』（花組）（1970年7月3日 - 7月30日、宝塚大劇場）
- 『アポローン』（花組）（1970年10月29日 - 11月30日、宝塚大劇場）
- 『ジョイ!』（花組）（1971年3月26日 - 4月27日、宝塚大劇場）
- 『浜千鳥』（花組）（1971年7月31日 - 8月25日、宝塚大劇場）
- 『シシリーの夕陽』（花組）（1971年10月30日 - 11月30日、宝塚大劇場）
- 『哀愁のナイル』『ラ・ロンド-恋人たちの円舞曲-』（花組）（1972年1月29日 - 2月24日、宝塚大劇場）
- 『浜千鳥』『ザ・フラワー -ガールズ500-』（花組）（1972年4月27日 - 5月30日、宝塚大劇場）
- 『炎の天草灘』『ポップ・ニュース』（花組）（1972年9月2日 - 10月1日、宝塚大劇場）
- 『浜千鳥』『ポップ・ニュース』（花組）（1972年11月3日 - 11月27日、東京宝塚劇場）